# Sander Simons
Sander Simons (Den Haag, 5 april 1962 – Amsterdam, 5 januari 2010) was een Nederlandse communicatieadviseur, publicist, journalist en nieuwslezer.

## Levensloop
Nadat hij het gymnasium had gevolgd aan het Gymnasium Celeanum te Zwolle, studeerde Simons vanaf 1980 drie jaar politicologie aan de Universiteit van Amsterdam. Hij werd omroeper bij de KRO en was ook enige tijd nieuwslezer bij de radionieuwsdienst van het ANP. In 1989 maakte Simons de overstap naar het RTL Nieuws, waar hij tot 1 augustus 1999 verslaggever en presentator was. Hierna werd hij communicatieadviseur. In 2006 werd Simons voorlichter van de nieuwe politieke partij EénNL. Bij de verkiezingen voor de Tweede Kamer in datzelfde jaar stond hij op plaats zes van de kandidatenlijst van die partij. EénNL wist geen zetel te bemachtigen.
In februari 2008 werd bij Simons, hoewel hij niet rookte, longkanker vastgesteld. Het leek aanvankelijk om een ongeneeslijke soort te gaan maar na een zware en agressieve behandeling zag het er een jaar later voor Simons rooskleuriger uit. Controle moest de volgende jaren uitwijzen of hij definitief genezen was. In 2009 was hij nog enkele weken presentator van het programma PepTalk van BNR Nieuwsradio. Daarnaast was hij enige tijd "spraakmaker" op de zender Het Gesprek. In november 2009 werd bekend dat de ziekte progressief was. Op zijn uitdrukkelijk verzoek werd door de huisarts euthanasie toegepast op 5 januari 2010 om 20.00 uur. Simons werd 47 jaar. Hij overleed in het bijzijn van zijn vriendin en zijn ouders. Simons werd begraven op begraafplaats Zorgvlied.

## Boeken
- Help! De pers belt!: een praktische handleiding voor het omgaan met journalisten (2002) - ISBN 9043006718
- Het absolute anti-gedoogboek: waarom het gedogen in Nederland ten dode is opgeschreven (2003) - ISBN 9043008206
- Radio- en televisiejournalistiek (2004) - ISBN 9053529586
- Europese Unie voor dummies (2004) - ISBN 9043008842
- Mozart voor dummies (2005) - ISBN 9043010669
- Charlie Chaplin compleet (2008) - ISBN 9789077895429
- Blessuretijd (2008) - ISBN 9789043016872
- Het kleine boek voor het grote ego (2009) - ISBN 9789022996539
- Wegwijs in longkanker (2009) - Verspreid via de Nederlandse ziekenhuizen